# Светско првенство у хокеју на леду 2012.
Светско првенство у хокеју на леду 2012. је 76 по реду такмичењу за наслов титуле светског првака у хокеју на леду одржано под окриљем Светске хокејашке федерације (ИИХФ). Турнир је одржан у периоду од 4 до 20. маја 2012. у Финској и Шведској. Утакмице су се играле у Хелсинкију и Стокхолму.
За разлику од претходних година дошло је до промене у систему такмичења. Учествовало је 16 националних хокејашких селекција подељених у 2 групе са по 8 тима у свакој. По четири првопласиране екипе из сваке групе су обезбедиле наступ у другој фази такмичења, док су се последњепласиране екипе испале у Дивизију I
Светско првенство је по четврти пут освојила Русија која је у финалу савладала Словачку са 6:2. Бронзану медаљу освојила је Чешка победом над Финском од 3 према 2. Из елитне дивизије светског хокеја испале су селекције Казахстана и Италије.
За најбољег играча је проглашен Рус Јевгениј Малкин. Он је такође био и најефикаснији играч са деветнаест поена и најбољи стрелац са једанаест погодака. Најбољи асистент је био Швеђанин Хенрик Зетерберг са дванаест асистенција.
На укупно 64 утакмица одиграних на првенству постигнуто је 376 погодака или 5,88 голова по утакмици. Утакмице је посматрало укупно 451.054 гледалаца, односно 7.048 у просеку по утакмици.

## Избор домаћина
На избору за домаћина Светског првенства 2011. године пријавиле су се пет земље: Белорусија, Чешка, Мађарска, и Финска и Шведска које су су се кандидовале заједно.
| Резултати гласања | Резултати гласања |
| Држава            | Број гласова      |
| ----------------- | ----------------- |
| Шведска и Финска  | 70                |
| Белорусија        | 20                |
| Чешка             | 3                 |
| Мађарска          | 3                 |

## Репрезентације
Учествовало је шеснаест репрезентација. Четрнаест репрезентација биле су из Европе, а две из Северне Америке.
| Азија - Казахстан^ Европа - Белорусија* - Чешка* - Данска* - Финска- домаћин - Француска* - Немачка* - Италија^ | - Летонија* - Норвешка* - Русија* - Словачка* - Шведска- домаћин - Швајцарска* Северна Америка - Канада* - Сједињене Државе* |  |

* = Аутоматски су се пласирали јер су заузели једно од прва 14 места на светском првеству 2011. године.
^ = Пласирали су се јер су заузели прва место у Дивизији I 2011. године

## Дворане
| Хелсинки                        | Стокхолм                       |
| Хартвал арена Капацитет: 13 506 | Глобен арена Капацитет: 14 000 |
|                                 |                                |

## Први круг
У првом кругу учествује је шеснаест репрезентација подељених у две групе са осам репрезентација. Четири најбоље пласиране репрезентације из обе групе пролазе у четвртфинале, док ће последње пласирани из обе групе следеће године играти у Дивизији I група A.
Група А се игра Хелсинкију, а група Б у Стокхолму.
|  | Пласман у четвртфинале        |
|  | Испали у Дивизију I - група A |

### Група А
| 4. 5. 2012 12:15 | Сједињене Државе | 7:2 (1:1,3:1,3:0) | Француска | Хартвал арена, Хелсинки Посетилаца: 8.402 |

| Извор | Извор                               | Извор                               | Извор        | Извор                                                                        |
| --- | ----------------------------------- | ----------------------------------- | ------------ | ---------------------------------------------------------------------------- |
| | Џими Хауард                         | Голмани                             | Кристобал Уе | Судије Мартин Франо Антонин Јерабек Линијске судије Петр Блумел Андре Шрадер |
| K. Окпосо – 16:52 Џ. Џонсон (ПП) – 23:56 Б. Рајан (ПП) – 29:15 M. Пакиорети – 39:38 Џ. Слејтер – 45:38 K. Окпосо – 51:00 Џ. Петри – 57:41 | 0:1 1:1 2:1 3:1 3:2 4:2 5:2 6:2 7:2 | 12:17 – Н. Беш 33:17 – П-Е. Белемар |              | Судије Мартин Франо Антонин Јерабек Линијске судије Петр Блумел Андре Шрадер |
| 6 мин | Искључења                           | 12 мин                              |              | Судије Мартин Франо Антонин Јерабек Линијске судије Петр Блумел Андре Шрадер |
| 35 | Шутеви на гол                       | 23                                  |              | Судије Мартин Франо Антонин Јерабек Линијске судије Петр Блумел Андре Шрадер |

| 4. 5. 2012 16:15 | Канада | 3:2 (1:0,2:1,0:1) | Словачка | Хартвал арена, Хелсинки Посетилаца: 6.400 |

| Извор                                         | Извор               | Извор                                | Извор          | Извор                                                                           |
| --------------------------------------------- | ------------------- | ------------------------------------ | -------------- | ------------------------------------------------------------------------------- |
|                                               | Кем Вард            | Голмани                              | Петер Хамерлик | Судије Ларс Бругеман Георг Јаблуков Линијске судије Џими Дахмен Сергеј Селјанин |
| Џ. Бен– 14:21 Џ. Еберле – 32:30 Е. Лед– 35:21 | 1:0 1:1 2:1 3:1 3:2 | 21:58 – T. Tатар 42:59 – M. Бартович |                | Судије Ларс Бругеман Георг Јаблуков Линијске судије Џими Дахмен Сергеј Селјанин |
| 2 мин                                         | Искључења           | 4 мин                                |                | Судије Ларс Бругеман Георг Јаблуков Линијске судије Џими Дахмен Сергеј Селјанин |
| 30                                            | Шутеви на гол       | 22                                   |                | Судије Ларс Бругеман Георг Јаблуков Линијске судије Џими Дахмен Сергеј Селјанин |

| 4. 5. 2012 20:15 | Белорусија | 0:1 (0:1,0:0,0:0) | Финска | Хартвал арена, Хелсинки Посетилаца: 12.354 |

| Извор  | Извор         | Извор              | Извор         | Извор                                                                         |
| ------ | ------------- | ------------------ | ------------- | ----------------------------------------------------------------------------- |
|        | Виталиј Ковал | Голмани            | Кари Лехтонен | Судије Морган Јохансон Кристер Ларкинг Линијске судије Сирко Шулц Јесе Вилмот |
|        | 0:1           | 19:18 – J. Нискала |               | Судије Морган Јохансон Кристер Ларкинг Линијске судије Сирко Шулц Јесе Вилмот |
| 14 мин | Искључења     | 8 мин              |               | Судије Морган Јохансон Кристер Ларкинг Линијске судије Сирко Шулц Јесе Вилмот |
| 21     | Шутеви на гол | 38                 |               | Судије Морган Јохансон Кристер Ларкинг Линијске судије Сирко Шулц Јесе Вилмот |

| 5. 5. 2012 15:00 | Швајцарска | 5:1 (2:0,3:1,0:0) | Казахстан | Хартвал арена, Хелсинки Посетилаца: 7.221 |

| Извор | Извор                   | Извор               | Извор                           | Извор                                                                       |
| --- | ----------------------- | ------------------- | ------------------------------- | --------------------------------------------------------------------------- |
| | Рето Бера               | Голмани             | Виталиј Колесник Алексеј Иванов | Судије Ларс Бругеман Морган Јохансон Линијске судије Џон Килан Андре Шрадер |
| И. Рутхеман – 09:48 M. Стреит (ПП) – 11:04 M. Стреит (ПП2) – 24:04 И. Рутхеман (ПП) – 32:08 Ф. Ду Боис – 36:53 | 1:0 2:0 2:1 3:1 4:1 5:1 | 21:36 – Р. Савченко |                                 | Судије Ларс Бругеман Морган Јохансон Линијске судије Џон Килан Андре Шрадер |
| 8 мин | Искључења               | 14 мин              |                                 | Судије Ларс Бругеман Морган Јохансон Линијске судије Џон Килан Андре Шрадер |
| 48 | Шутеви на гол           | 20                  |                                 | Судије Ларс Бругеман Морган Јохансон Линијске судије Џон Килан Андре Шрадер |

| 5. 5. 2012 19:00 | Канада | 4:5 ПР. (1:1,1:1,2:2,0:1) | Сједињене Државе | Хартвал арена, Хелсинки Посетилаца: 6.842 |

| Извор                                                                | Извор                               | Извор                                                                                                 | Извор       | Извор                                                                                  |
| -------------------------------------------------------------------- | ----------------------------------- | --- | ----------- | -------------------------------------------------------------------------------------- |
|                                                                      | Кем Вард                            | Голмани                                                                                               | Џими Хауард | Судије Вјачеслав Буланов Константин Оленин Линијске судије Петр Блумел Сергеј Шелјанин |
| Џ. Таварес – 06:38 Џ. Скинер – 27:34 E. Кејн – 49:51 Д. Кејт – 58:21 | 0:1 1:1 2:1 2:2 2:3 3:3 3:4 4:4 4:5 | 01:10 – Џ. Слејтер 33:54 – Џ. Џонсон (ПП) 46:43 – П. Двајер (ШХ) 56:19 – Н. Томпсон 61:47 – Џ. Џонсон |             | Судије Вјачеслав Буланов Константин Оленин Линијске судије Петр Блумел Сергеј Шелјанин |
| 8 мин                                                                | Искључења                           | 6 мин                                                                                                 |             | Судије Вјачеслав Буланов Константин Оленин Линијске судије Петр Блумел Сергеј Шелјанин |
| 34                                                                   | Шутеви на гол                       | 46 |             | Судије Вјачеслав Буланов Константин Оленин Линијске судије Петр Блумел Сергеј Шелјанин |

| 6. 5. 2012 12:15 | Француска | 6:3 (3:1, 1:1, 2:1) | Казахстан | Хартвал арена, Хелсинки Посетилаца: 8.673 |

| Извор | Извор                               | Извор                                                              | Извор                            | Извор                                                                    |
| --- | ----------------------------------- | ------------------------------------------------------------------ | -------------------------------- | ------------------------------------------------------------------------ |
| | Кристобал Уе                        | Голмани                                                            | Алексеј Иванов Виталиј Јеремејев | Судије Мартин Франо Кристер Ларкинг Линијске судије Јон Килан Сирко Шулц |
| К. Екфеј — 08:59 Н. Беш — 11:27 С. Треје — 14:53 Ж. Декросије — 27:49 П. Е. Белемар — 51:02 К. Екфеј — 56:14 | 1:0 2:0 3:0 3:1 4:1 4:2 4:3 5:3 6:3 | 17:13 — В. Краснослободцев 33:16 — Ф. Полишчук 40:42 — Т. Жаилауов |                                  | Судије Мартин Франо Кристер Ларкинг Линијске судије Јон Килан Сирко Шулц |
| 39 мин | Искључења                           | 24 мин                                                             |                                  | Судије Мартин Франо Кристер Ларкинг Линијске судије Јон Килан Сирко Шулц |
| 41 | Шутеви на гол                       | 23                                                                 |                                  | Судије Мартин Франо Кристер Ларкинг Линијске судије Јон Килан Сирко Шулц |

| 6. 5. 2012 16:15 | Финска | 1:0 (1:0, 0:0, 0:0) | Словачка | Хартвал арена, Хелсинки Посетилаца: 12.855 |

| Извор              | Извор         | Извор   | Извор    | Извор                                                                             |
| ------------------ | ------------- | ------- | -------- | --------------------------------------------------------------------------------- |
|                    | Петри Веханен | Голмани | Јан Лако | Судије Вјачеслав Буланов Константин Олењин Линијске судије Џими Дамен Џеси Вилмот |
| Ј. Песонен — 07:32 | 1:0           |         |          | Судије Вјачеслав Буланов Константин Олењин Линијске судије Џими Дамен Џеси Вилмот |
| 4 мин              | Искључења     | 10 мин  |          | Судије Вјачеслав Буланов Константин Олењин Линијске судије Џими Дамен Џеси Вилмот |
| 22                 | Шутеви на гол | 26      |          | Судије Вјачеслав Буланов Константин Олењин Линијске судије Џими Дамен Џеси Вилмот |

| 6. 5. 2012 20:15 | Швајцарска | 3:2 (2:1, 0:1, 1:0) | Белорусија | Хартвал арена, Хелсинки Посетилаца: 5.249 |

| Извор                                             | Извор               | Извор                               | Извор        | Извор                                                                            |
| ------------------------------------------------- | ------------------- | ----------------------------------- | ------------ | -------------------------------------------------------------------------------- |
|                                                   | Тобијас Стефан      | Голмани                             | Витали Ковал | Судије Георг Јаблуков Антоњин Јержабек Линијске судије Маси Пуолака Андре Шредер |
| С. Мозер — 06:55 С. Мозер — 17:57 К. Роми — 47:48 | 1:0 1:1 2:1 2:2 3:2 | 10:26 — А. Угаров 21:34 — К. Колцов |              | Судије Георг Јаблуков Антоњин Јержабек Линијске судије Маси Пуолака Андре Шредер |
| 6 мин                                             | Искључења           | 6 мин                               |              | Судије Георг Јаблуков Антоњин Јержабек Линијске судије Маси Пуолака Андре Шредер |
| 35                                                | Шутеви на гол       | 21                                  |              | Судије Георг Јаблуков Антоњин Јержабек Линијске судије Маси Пуолака Андре Шредер |

| 7. 5. 2012 16:15 | Француска | 2:7 (1:4, 1:1, 0:2) | Канада | Хартвал арена, Хелсинки Посетилаца: 3.415 |

| Извор                                | Извор                               | Извор | Извор        | Извор                                                                      |
| ------------------------------------ | ----------------------------------- | --- | ------------ | -------------------------------------------------------------------------- |
|                                      | Фабрис Ланри                        | Голмани | Деван Дубник | Судије Ларс Бригеман Георг Јаблуков Линијске судије Петр Блумел Џими Дамен |
| Б. Хендерсон — 19:22 А. Руло — 33:49 | 0:1 0:2 0:3 0:4 1:4 1:5 2:5 2:6 2:7 | 01:59 — Р. Нуџент Хопкинс 09:56 — П. Шарп 13:54 — Џ. Бен 17:21 — Џ. Бен 33:19 — Џ. Еберле 49:56 — Р. Нуџент Хопкинс 52:19 — К. Пери |              | Судије Ларс Бригеман Георг Јаблуков Линијске судије Петр Блумел Џими Дамен |
| 6 мин                                | Искључења                           | 4 мин |              | Судије Ларс Бригеман Георг Јаблуков Линијске судије Петр Блумел Џими Дамен |
| 21                                   | Шутеви на гол                       | 37 |              | Судије Ларс Бригеман Георг Јаблуков Линијске судије Петр Блумел Џими Дамен |

| 7. 5. 2012 20:15 | Сједињене Државе | 2:4 (1:3, 1:0, 0:1) | Словачка | Хартвал арена, Хелсинки Посетилаца: 3.948 |

| Извор                                     | Извор                   | Извор                                                                       | Извор    | Извор                                                                              |
| ----------------------------------------- | ----------------------- | --------------------------------------------------------------------------- | -------- | ---------------------------------------------------------------------------------- |
|                                           | Џими Хауард             | Голмани                                                                     | Јан Лацо | Судије Морган Јохансон Кристер Ларкинг Линијске судије Маси Пуолака Сергеј Шељанин |
| Џ. Фоолк — 15:41 П. Стастни — 38:47 (ПП2) | 0:1 0:2 1:2 1:3 2:3 2:4 | 00:47 — Д. Гранак 15:04 — Б. Радивојевић 19:54 — А. Секера 59:23 — М. Шатан |          | Судије Морган Јохансон Кристер Ларкинг Линијске судије Маси Пуолака Сергеј Шељанин |
| 6 мин                                     | Искључења               | 6 мин                                                                       |          | Судије Морган Јохансон Кристер Ларкинг Линијске судије Маси Пуолака Сергеј Шељанин |
| 20                                        | Шутеви на гол           | 32                                                                          |          | Судије Морган Јохансон Кристер Ларкинг Линијске судије Маси Пуолака Сергеј Шељанин |

| 8. 5. 2012 16:15 | Белорусија | 3:2 (0:1, 3:1, 0:0) | Казахстан | Хартвал арена, Хелсинки Посетилаца: 3.221 |

| Извор                                                      | Извор               | Извор                                                 | Извор             | Извор                                                                    |
| ---------------------------------------------------------- | ------------------- | ----------------------------------------------------- | ----------------- | ------------------------------------------------------------------------ |
|                                                            | Андреј Мезин        | Голмани                                               | Виталиј Јеремејев | Судије Мартин Франо Јари Левонен Линијске судије Јон Килијан Џеси Вилмот |
| К. Колцов — 28:48 М. Грабовски — 33:37 Ј. Ковиршин — 33:52 | 0:1 0:2 1:2 2:2 3:2 | 02:32 — В. Краснослободцев 27:42 — В. Краснослободцев |                   | Судије Мартин Франо Јари Левонен Линијске судије Јон Килијан Џеси Вилмот |
| 12 мин                                                     | Искључења           | 6 мин                                                 |                   | Судије Мартин Франо Јари Левонен Линијске судије Јон Килијан Џеси Вилмот |
| 32                                                         | Шутеви на гол       | 30                                                    |                   | Судије Мартин Франо Јари Левонен Линијске судије Јон Килијан Џеси Вилмот |

| 8. 5. 2012 20:15 | Финска | 5:2 (1:0, 2:2, 2:0) | Швајцарска | Хартвал арена, Хелсинки Посетилаца: 12.448 |

| Извор                                                                                                  | Извор                       | Извор                            | Извор     | Извор                                                                       |
| --- | --------------------------- | -------------------------------- | --------- | --------------------------------------------------------------------------- |
| | Кари Лехтонен               | Голмани                          | Рето Бера | Судије Антоњин Јержабек Дејвид Луис Линијске судије Андре Шредер Сирко Шулц |
| Ј. Имонен — 06:30 (ПП) Л. Комаров — 26:05 Ј. Имонен — 36:45 В. Филпула — 49:46 (ПП) В. Филпула — 51:56 | 1:0 1:1 2:1 3:1 3:2 4:2 5:2 | 25:44 — А. Амбихл 37:44 — Р. Вик |           | Судије Антоњин Јержабек Дејвид Луис Линијске судије Андре Шредер Сирко Шулц |
| 18 мин                                                                                                 | Искључења                   | 10 мин                           |           | Судије Антоњин Јержабек Дејвид Луис Линијске судије Андре Шредер Сирко Шулц |
| 26 | Шутеви на гол               | 28                               |           | Судије Антоњин Јержабек Дејвид Луис Линијске судије Андре Шредер Сирко Шулц |

| 9. 5. 2012 16:15 | Словачка | 4:2 (1:1, 1:0, 2:1) | Казахстан | Хартвал арена, Хелсинки Посетилаца: 3.706 |

| Извор                                                                                | Извор                   | Извор                                  | Извор             | Извор                                                                            |
| ------------------------------------------------------------------------------------ | ----------------------- | -------------------------------------- | ----------------- | -------------------------------------------------------------------------------- |
|                                                                                      | Јан Лацо                | Голмани                                | Виталиј Јеремејев | Судије Георг Јаблуков Антоњин Јиржабек Линијске судије Џими Дамен Сергеј Шељанин |
| Д. Гранак — 01:08 Л. Худачек — 37:49 (ПП) Т. Копецки — 48:18 Т. Копецки — 59:46 (ПП) | 1:0 1:1 2:1 2:2 3:2 4:2 | 11:18 — Ј. Римарев 43:15 — К. Пушкарев |                   | Судије Георг Јаблуков Антоњин Јиржабек Линијске судије Џими Дамен Сергеј Шељанин |
| 4 мин                                                                                | Искључења               | 8 мин                                  |                   | Судије Георг Јаблуков Антоњин Јиржабек Линијске судије Џими Дамен Сергеј Шељанин |
| 33                                                                                   | Шутеви на гол           | 22                                     |                   | Судије Георг Јаблуков Антоњин Јиржабек Линијске судије Џими Дамен Сергеј Шељанин |

| 9. 5. 2012 20:15 | Канада | 3:2 (0:1, 1:0, 2:1) | Швајцарска | Хартвал арена, Хелсинки Посетилаца: 4.829 |

| Извор                                                  | Извор               | Извор                                    | Извор          | Извор                                                                     |
| ------------------------------------------------------ | ------------------- | ---------------------------------------- | -------------- | ------------------------------------------------------------------------- |
|                                                        | Кем Вард            | Голмани                                  | Тобијас Стефан | Судије Мартин Франо Јари Лавонен Линијске судије Петр Блумел Маси Пуолака |
| Џ. Таварес — 20:35 Џ. Еберле — 40:41 Р. Гецлаф — 48:02 | 0:1 1:1 2:1 2:2 3:2 | 01:40 — Д. Брунер 43:49 — Г. Безина (ПП) |                | Судије Мартин Франо Јари Лавонен Линијске судије Петр Блумел Маси Пуолака |
| 6 мин                                                  | Искључења           | 8 мин                                    |                | Судије Мартин Франо Јари Лавонен Линијске судије Петр Блумел Маси Пуолака |
| 30                                                     | Шутеви на гол       | 30                                       |                | Судије Мартин Франо Јари Лавонен Линијске судије Петр Блумел Маси Пуолака |

| 10. 5. 2012 16:15 | Сједињене Државе | 5:3 (2:1, 1:1, 2:1) | Белорусија | Хартвал арена, Хелсинки Посетилаца: 7.441 |

| Извор                                                                                              | Извор                           | Извор                                                               | Извор                      | Извор                                                                     |
| -------------------------------------------------------------------------------------------------- | ------------------------------- | ------------------------------------------------------------------- | -------------------------- | ------------------------------------------------------------------------- |
| | Џими Хауард                     | Голмани                                                             | Андреј Мезин Виталиј Ковал | Судије Георги Јаблуков Дејвид Луис Линијске судије Сирко Шулц Џеси Вилмот |
| Џ. Абделкадир — 01:39 К. Еткинсон — 06:31 Н. Томпсон — 38:21 Б. Рајан — 52:10 П. Стастни — 55:34 — | 1:0 2:0 2:1 2:2 3:2 4:2 5:2 5:3 | 16:15 — А. Каљужни 22:50 — А. Угаров (ПП) 59:50 — Ј. Ковиршин (ПП2) |                            | Судије Георги Јаблуков Дејвид Луис Линијске судије Сирко Шулц Џеси Вилмот |
| 22 мин                                                                                             | Искључења                       | 16 мин                                                              |                            | Судије Георги Јаблуков Дејвид Луис Линијске судије Сирко Шулц Џеси Вилмот |
| 36                                                                                                 | Шутеви на гол                   | 26                                                                  |                            | Судије Георги Јаблуков Дејвид Луис Линијске судије Сирко Шулц Џеси Вилмот |

| 10. 5. 2012 20:15 | Француска | 1:7 (0:1, 0:4, 1:2) | Финска | Хартвал арена, Хелсинки Посетилаца: 12.957 |

| Извор                 | Извор                           | Извор | Извор         | Извор                                                                    |
| --------------------- | ------------------------------- | --- | ------------- | ------------------------------------------------------------------------ |
|                       | Фабрис Ланри                    | Голмани | Петри Веханен | Судије Стив Патафи Брент Рајбер Линијске судије Јон Килијан Андре Шредер |
| А. Гутиг — 43:34 (ПП) | 0:1 0:2 0:3 0:4 0:5 1:5 1:6 1:7 | 10:12 — Ј. Имонен (ПП) 30:00 — М. Коиву 33:49 — Ј. Јокинен (ПП) 37:12 — Ј. Нискала 38:08 — Н. Капанен 44:01 — Ј. Јокинен (ПП) 50:00 — Ј. Хиетанен (ПП) |               | Судије Стив Патафи Брент Рајбер Линијске судије Јон Килијан Андре Шредер |
| 14 мин                | Искључења                       | 12 мин |               | Судије Стив Патафи Брент Рајбер Линијске судије Јон Килијан Андре Шредер |
| 18                    | Шутеви на гол                   | 37 |               | Судије Стив Патафи Брент Рајбер Линијске судије Јон Килијан Андре Шредер |

| 11. 5. 2012 16:15 | Казахстан | 2:3 (ПП) (0:0, 1:1, 1:1; 0:1) | Сједињене Државе | Хартвал арена, Хелсинки Посетилаца: 9.856 |

| Извор                                   | Извор               | Извор                                               | Извор         | Извор                                                                    |
| --------------------------------------- | ------------------- | --------------------------------------------------- | ------------- | ------------------------------------------------------------------------ |
|                                         | Виталиј Колесник    | Голмани                                             | Ричард Бакман | Судије Јари Левонен Дејвид Луис Линијске судије Петр Блумел Андре Шредер |
| К. Пушкарев — 38:17 Т. Жаилауов — 55:54 | 0:1 1:1 1:2 2:2 2:3 | 34:12 — Џ. Т. Браун 44:58 — Џ. Фолк 64:38 — Џ. Фолк |               | Судије Јари Левонен Дејвид Луис Линијске судије Петр Блумел Андре Шредер |
| 2 мин                                   | Искључења           | 4 мин                                               |               | Судије Јари Левонен Дејвид Луис Линијске судије Петр Блумел Андре Шредер |
| 19                                      | Шутеви на гол       | 50                                                  |               | Судије Јари Левонен Дејвид Луис Линијске судије Петр Блумел Андре Шредер |

| 11. 5. 2012 20:15 | Финска | 3:5 (2:0, 1:3, 0:2) | Канада | Хартвал арена, Хелсинки Посетилаца: 13.059 |

| Извор                                                              | Извор                           | Извор                                                                                    | Извор    | Извор                                                                         |
| ------------------------------------------------------------------ | ------------------------------- | ---------------------------------------------------------------------------------------- | -------- | ----------------------------------------------------------------------------- |
|                                                                    | Кари Лехтонен                   | Голмани                                                                                  | Кем Вард | Судије Мартин Франо Кристер Ларкинг Линијске судије Џими Дамен Сергеј Шељанин |
| А. Пихлстрем — 05:53 М. Коиву — 10:31 (ПП) Ј. Јокинен — 27:36 (ПП) | 1:0 2:0 2:1 3:1 3:2 3:3 3:4 3:5 | 25:64 — А. Бароус 34:31 — Џ. Таварес 38:18 — Џ. Скинер 46:04 — Е. Кејн 59:36 — Џ. Еберле |          | Судије Мартин Франо Кристер Ларкинг Линијске судије Џими Дамен Сергеј Шељанин |
| 4 мин                                                              | Искључења                       | 12 мин                                                                                   |          | Судије Мартин Франо Кристер Ларкинг Линијске судије Џими Дамен Сергеј Шељанин |
| 38                                                                 | Шутеви на гол                   | 26                                                                                       |          | Судије Мартин Франо Кристер Ларкинг Линијске судије Џими Дамен Сергеј Шељанин |

| 12. 5. 2012 12:15 | Словачка | 5:1 (1:0, 4:1, 0:0) | Белорусија | Хартвал арена, Хелсинки Посетилаца: 9.032 |

| Извор                                                                                        | Извор                   | Извор                   | Извор         | Извор                                                                     |
| -------------------------------------------------------------------------------------------- | ----------------------- | ----------------------- | ------------- | ------------------------------------------------------------------------- |
|                                                                                              | Јан Лацо                | Голмани                 | Виталиј Ковал | Судије Јари Левонен Брент Рајбер Линијске судије Јон Килијан Маси Пуолака |
| А. Секера — 06:45 Б. Радивојевић— 23:16 М. Миклик — 24:58 Т. Копецки— 25:48 Ј. Микуш — 26:56 | 1:0 2:0 3:0 4:0 5:0 5:1 | 34:56 — А. Каљужни (ПП) |               | Судије Јари Левонен Брент Рајбер Линијске судије Јон Килијан Маси Пуолака |
| 18 мин                                                                                       | Искључења               | 8 мин                   |               | Судије Јари Левонен Брент Рајбер Линијске судије Јон Килијан Маси Пуолака |
| 40                                                                                           | Шутеви на гол           | 31                      |               | Судије Јари Левонен Брент Рајбер Линијске судије Јон Килијан Маси Пуолака |

| 12. 5. 2012 16:15 | Швајцарска | 2:4 (0:1, 2:1, 0:2) | Француска | Хартвал арена, Хелсинки Посетилаца: 9.155 |

| Извор                               | Извор                   | Извор                                                                               | Извор        | Извор                                                                            |
| ----------------------------------- | ----------------------- | ----------------------------------------------------------------------------------- | ------------ | -------------------------------------------------------------------------------- |
|                                     | Тобијас Стефан          | Голмани                                                                             | Кристобал Уе | Судије Георг Јаблуков Кристер Ларкинг Линијске судије Сергеј Шељанин Џеси Вилмот |
| Д. Брунер — 33:14 Д. Брунер — 35:04 | 0:1 0:2 1:2 2:2 2:3 2:4 | 17:11 (ПП) — Ј. Овиту 32:44 — Т. Да Коста 46:21 — Л. Менје 47:05 (ПП) — С. Да Коста |              | Судије Георг Јаблуков Кристер Ларкинг Линијске судије Сергеј Шељанин Џеси Вилмот |
| 31 мин                              | Искључења               | 10 мин                                                                              |              | Судије Георг Јаблуков Кристер Ларкинг Линијске судије Сергеј Шељанин Џеси Вилмот |
| 43                                  | Шутеви на гол           | 27                                                                                  |              | Судије Георг Јаблуков Кристер Ларкинг Линијске судије Сергеј Шељанин Џеси Вилмот |

| 12. 5. 2012 20:15 | Казахстан | 0:8 (0:1, 0:2, 0:5) | Канада | Хартвал арена, Хелсинки Посетилаца: 4.151 |

| Извор | Извор                              | Извор | Извор        | Извор                                                                     |
| ----- | ---------------------------------- | --- | ------------ | ------------------------------------------------------------------------- |
|       | Виталиј Колесник Виталиј Јеремејев | Голмани | Деван Дубник | Судије Антоњин Јиржабек Стив Патафи Линијске судије Џими Дамен Сирко Шулц |
|       | 0:1 0:2 0:3 0:4 0:5 0:6 0:7 0:8    | 15:45 (ПП) — Д. Фанеф 32:05 — К. Пери 37:03 — А. Бароус 42:57 — Е. Кејн 43:39 — Џ. Таварес 43:47 — Т. Пурсел 45:53 — Д. Фанеф 56:13 — Р. Н. Хопкинс |              | Судије Антоњин Јиржабек Стив Патафи Линијске судије Џими Дамен Сирко Шулц |
| 8 мин | Искључења                          | 10 мин |              | Судије Антоњин Јиржабек Стив Патафи Линијске судије Џими Дамен Сирко Шулц |
| 24    | Шутеви на гол                      | 58 |              | Судије Антоњин Јиржабек Стив Патафи Линијске судије Џими Дамен Сирко Шулц |

| 13. 5. 2012 16:15 | Финска | 0:5 (0:1, 0:2, 0:2) | Сједињене Државе | Хартвал арена, Хелсинки Посетилаца: 12.652 |

| Извор  | Извор               | Извор                                                                                             | Извор       | Извор                                                                       |
| ------ | ------------------- | ------------------------------------------------------------------------------------------------- | ----------- | --------------------------------------------------------------------------- |
|        | Кари Лехтонен       | Голмани                                                                                           | Џими Хауард | Судије Георг Јаблуков Брент Рајбер Линијске судије Петар Блумел Џеси Вилмот |
|        | 0:1 0:2 0:3 0:4 0:5 | 16:19 — М. Паћиорети 35:33 — К. Палмијери 37:56 — Џ. Фолк 42:12 (ПП) — К. Батлер 44:08 — Б. Рајан |             | Судије Георг Јаблуков Брент Рајбер Линијске судије Петар Блумел Џеси Вилмот |
| 39 мин | Искључења           | 6 мин                                                                                             |             | Судије Георг Јаблуков Брент Рајбер Линијске судије Петар Блумел Џеси Вилмот |
| 18     | Шутеви на гол       | 31                                                                                                |             | Судије Георг Јаблуков Брент Рајбер Линијске судије Петар Блумел Џеси Вилмот |

| 13. 5. 2012 20:15 | Швајцарска | 0:1 (0:1, 0:0, 0:0) | Словачка | Хартвал арена, Хелсинки Посетилаца: 4.257 |

| Извор | Извор         | Извор            | Извор    | Извор                                                                    |
| ----- | ------------- | ---------------- | -------- | ------------------------------------------------------------------------ |
|       | Рето Бера     | Голмани          | Јан Лацо | Судије Дејвид Луис Стив Патафи Линијске судије Маси Пуолака Андре Шрадер |
|       | 0:1           | 18:13 — Т. Татар |          | Судије Дејвид Луис Стив Патафи Линијске судије Маси Пуолака Андре Шрадер |
| 4 мин | Искључења     | 2 мин            |          | Судије Дејвид Луис Стив Патафи Линијске судије Маси Пуолака Андре Шрадер |
| 21    | Шутеви на гол | 30               |          | Судије Дејвид Луис Стив Патафи Линијске судије Маси Пуолака Андре Шрадер |

| 14. 5. 2012 16:15 | Белорусија | 1:2 (1:0, 0:1, 0:1) | Француска | Хартвал арена, Хелсинки Посетилаца: 5.583 |

| Извор                   | Извор                         | Извор   | Извор        | Извор                                                                   |
| ----------------------- | ----------------------------- | ------- | ------------ | ----------------------------------------------------------------------- |
|                         | Виталиј Ковал Дмитри Милчаков | Голмани | Кристобал Уе | Судије Мартин Франо Јари Левонен Линијске судије Јон Килијан Сирко Шулц |
| А. Каљужни — 08:15Овиту | 1:0 1:1 1:2                   |         |              | Судије Мартин Франо Јари Левонен Линијске судије Јон Килијан Сирко Шулц |
| 6 мин                   | Искључења                     | 10 мин  |              | Судије Мартин Франо Јари Левонен Линијске судије Јон Килијан Сирко Шулц |
| 22                      | Шутеви на гол                 | 32      |              | Судије Мартин Франо Јари Левонен Линијске судије Јон Килијан Сирко Шулц |

| 14. 5. 2012 20:15 | Казахстан | 1:4 | Финска | Хартвал арена, Хелсинки |

| Извор | Извор | Извор | Извор | Извор |
| ----- | ----- | ----- | ----- | ----- |
|       |       |       |       |       |
|       | —     |       |       |       |
|       |       |       |       |       |
|       |       |       |       |       |

| 15. 5. 2012 12:15 | Канада | 5:1 | Белорусија | Хартвал арена, Хелсинки |

| Извор | Извор | Извор | Извор | Извор |
| ----- | ----- | ----- | ----- | ----- |
|       |       |       |       |       |
|       | —     |       |       |       |
|       |       |       |       |       |
|       |       |       |       |       |

| 15. 5. 2012 16:15 | Словачка | 5:4 | Француска | Хартвал арена, Хелсинки |

| Извор | Извор | Извор | Извор | Извор |
| ----- | ----- | ----- | ----- | ----- |
|       |       |       |       |       |
|       | —     |       |       |       |
|       |       |       |       |       |
|       |       |       |       |       |

| 15. 5. 2012 20:15 | Сједињене Државе | 5:2 | Швајцарска | Хартвал арена, Хелсинки |

| Извор | Извор | Извор | Извор | Извор |
| ----- | ----- | ----- | ----- | ----- |
|       |       |       |       |       |
|       | —     |       |       |       |
|       |       |       |       |       |
|       |       |       |       |       |

| 1. | Канада           | 7 | 6 | 0 | 1 | 0 | 35 | 15 | +20 | 19 |
| 2. | Сједињене Државе | 7 | 4 | 2 | 0 | 1 | 32 | 17 | +15 | 16 |
| 3. | Финска           | 7 | 5 | 0 | 0 | 2 | 21 | 14 | +7  | 15 |
| 4. | Словачка         | 7 | 5 | 0 | 0 | 2 | 21 | 13 | +8  | 15 |
| 5. | Француска        | 7 | 3 | 0 | 0 | 4 | 21 | 32 | -11 | 9  |
| 6. | Швајцарска       | 7 | 2 | 0 | 0 | 5 | 16 | 21 | -5  | 6  |
| 7. | Белорусија       | 7 | 1 | 0 | 0 | 6 | 11 | 23 | -12 | 3  |
| 8. | Казахстан        | 7 | 0 | 0 | 1 | 5 | 11 | 33 | -22 | 1  |

### Група Б
| 4. 5. 2012 12:15 | Немачка | 3:0 (1:0,1:0,1:0) | Италија | Глобен арена, Стокхолм Посетилаца: 1.033 |

| Извор                                                     | Извор         | Извор   | Извор            | Извор                                                                           |
| --------------------------------------------------------- | ------------- | ------- | ---------------- | ------------------------------------------------------------------------------- |
|                                                           | Денис Ендрас  | Голмани | Данијел Белисимо | Судије Дани Курман Стив Патафи Линијске судије Пиер Дахаен François Dussureault |
| К. Шуберт – 16:16 П. Раимер – 22:42 К. Фишер (ПП) – 45:11 | 1:0 2:0 3:0   |         |                  | Судије Дани Курман Стив Патафи Линијске судије Пиер Дахаен François Dussureault |
| 6 мин                                                     | Искључења     | 10 мин  |                  | Судије Дани Курман Стив Патафи Линијске судије Пиер Дахаен François Dussureault |
| 46                                                        | Шутеви на гол | 22      |                  | Судије Дани Курман Стив Патафи Линијске судије Пиер Дахаен François Dussureault |

| 4. 5. 2012 16:15 | Чешка | 2:0 (0:0,1:0,1:0) | Данска | Глобен арена, Стокхолм Посетилаца: 1.610 |

| Извор                                | Извор         | Извор   | Извор             | Извор                                                                         |
| ------------------------------------ | ------------- | ------- | ----------------- | ----------------------------------------------------------------------------- |
|                                      | Јакуб Ковар   | Голмани | Фредерик Андерсен | Судије Кејт Кавал Дејвид Луис Линијске судије Џонатан Морисон Сакари Суоминен |
| A. Хемски – 39:55 П. Тенкрат – 57:21 | 1:0 2:0       |         |                   | Судије Кејт Кавал Дејвид Луис Линијске судије Џонатан Морисон Сакари Суоминен |
| 8 мин                                | Искључења     | 8 мин   |                   | Судије Кејт Кавал Дејвид Луис Линијске судије Џонатан Морисон Сакари Суоминен |
| 24                                   | Шутеви на гол | 26      |                   | Судије Кејт Кавал Дејвид Луис Линијске судије Џонатан Морисон Сакари Суоминен |

| 4. 5. 2012 20:15 | Шведска | 3:1 (1:0,1:1,1:0) | Норвешка | Глобен арена, Стокхолм Посетилаца: 7.770 |

| Извор                                                           | Извор           | Извор             | Извор       | Извор                                                                               |
| --------------------------------------------------------------- | --------------- | ----------------- | ----------- | ----------------------------------------------------------------------------------- |
|                                                                 | Џонас Енрот     | Голмани           | Ларс Хауген | Судије Владимир Балушка Бреинт Реибер Линијске судије Антон Семионов Мирослав Валаш |
| J. Силфвеберг (ПП) – 16:48 M. Кригер – 22:29 L. Ериксон – 44:18 | 1:0 1:1 2:1 3:1 | 20:20 – M. Хансен |             | Судије Владимир Балушка Бреинт Реибер Линијске судије Антон Семионов Мирослав Валаш |
| 18 мин                                                          | Искључења       | 16 мин            |             | Судије Владимир Балушка Бреинт Реибер Линијске судије Антон Семионов Мирослав Валаш |
| 44                                                              | Шутеви на гол   | 20                |             | Судије Владимир Балушка Бреинт Реибер Линијске судије Антон Семионов Мирослав Валаш |

| 5. 5. 2012 16:15 | Летонија | 2:5 (1:0,0:2,1:3) | Русија | Глобен арена, Стокхолм Посетилаца: 5.219 |

| Извор                                  | Извор                       | Извор                                                                                                 | Извор           | Извор                                                                              |
| -------------------------------------- | --------------------------- | --- | --------------- | ---------------------------------------------------------------------------------- |
|                                        | Едгарс Масаљскис            | Голмани                                                                                               | Семјон Варламов | Судије Кејт Кавал Дејвид Луис Линијске судије François Dussureault Сакари Суоминен |
| M. Индрашис – 11:32 M. Ципулис – 55:21 | 1:0 1:1 1:2 1:3 1:4 2:4 2:5 | 33:45 – И. Никулин (ПП) 36:29 – Ј. Малкин (ПП) 36:29 – Ј. Малкин 50:53 – A. Попов 56:53 – Ј. Кузњецов |                 | Судије Кејт Кавал Дејвид Луис Линијске судије François Dussureault Сакари Суоминен |
| 6 мин                                  | Искључења                   | 8 мин                                                                                                 |                 | Судије Кејт Кавал Дејвид Луис Линијске судије François Dussureault Сакари Суоминен |
| 26                                     | Шутеви на гол               | 40 |                 | Судије Кејт Кавал Дејвид Луис Линијске судије François Dussureault Сакари Суоминен |

| 5. 5. 2012 20:15 | Шведска | 4:1 (1:0,1:0,2:1) | Чешка | Глобен арена, Стокхолм Посетилаца: 10.076 |

| Извор                                                                        | Извор               | Извор                 | Извор          | Извор                                                                  |
| ---------------------------------------------------------------------------- | ------------------- | --------------------- | -------------- | ---------------------------------------------------------------------- |
|                                                                              | Виктор Фаст         | Голмани               | Јакуб Штепанек | Судије Анти Боман Јари Левонен Линијске судије Рогер Арм Иван Дедиулиа |
| J. Франзен – 02:42 Н. Кронвал – 20:50 Џ. Лундквист – 50:24 Н. Персон – 58:04 | 1:0 2:0 2:1 3:1 4:1 | 43:44 – J. Петружалек |                | Судије Анти Боман Јари Левонен Линијске судије Рогер Арм Иван Дедиулиа |
| 8 мин                                                                        | Искључења           | 6 мин                 |                | Судије Анти Боман Јари Левонен Линијске судије Рогер Арм Иван Дедиулиа |
| 20                                                                           | Шутеви на гол       | 17                    |                | Судије Анти Боман Јари Левонен Линијске судије Рогер Арм Иван Дедиулиа |

| 6. 5. 2012 12:15 | Данска | 3:4 (ПР) (0:2, 3:1, 0:0, 0:1) | Италија | Глобен арена, Стокхолм Посетилаца: 2.878 |

| Извор                                               | Извор                       | Извор                                                                          | Извор            | Извор                                                                             |
| --------------------------------------------------- | --------------------------- | ------------------------------------------------------------------------------ | ---------------- | --------------------------------------------------------------------------------- |
|                                                     | Фредерик Андерсен           | Голмани                                                                        | Данијел Белисимо | Судије Владимир Балушка Анти Боман Линијске судије Иван Дедиоулија Мирослав Валах |
| Л. Елер — 20:14 Ј. Јенсен — 44:42 Ј. Јенсен — 31:33 | 0:1 0:2 1:2 2:2 3:2 3:3 3:4 | 14:12 — Л. Ансолди 14:30 — М. де Марчи 33:56 — М. де Марчи 60:52 — Ђ. Скандела |                  | Судије Владимир Балушка Анти Боман Линијске судије Иван Дедиоулија Мирослав Валах |
| 6 мин                                               | Искључења                   | 8 мин                                                                          |                  | Судије Владимир Балушка Анти Боман Линијске судије Иван Дедиоулија Мирослав Валах |
| 35                                                  | Шутеви на гол               | 24                                                                             |                  | Судије Владимир Балушка Анти Боман Линијске судије Иван Дедиоулија Мирослав Валах |

| 6. 5. 2012 16:15 | Русија | 4:2 (0:0, 3:2, 1:0) | Норвешка | Глобен арена, Стокхолм Посетилаца: 4.438 |

| Извор                                                                               | Извор                   | Извор                                  | Извор       | Извор                                                                   |
| ----------------------------------------------------------------------------------- | ----------------------- | -------------------------------------- | ----------- | ----------------------------------------------------------------------- |
|                                                                                     | Симјон Варламов         | Голмани                                | Ларс Волден | Судије Дани Курман Стив Патафи Линијске судије Роже Арм Џонатан Морисон |
| Ј. Кузњецов — 21:21 (ПП) Д. Денисов — 27:21 Н. Кулемин — 32:46 А. Пережогин — 40:40 | 1:0 2:0 2:1 3:1 3:2 4:2 | 30:34 (ПП2) — М. Аск 35:52 — М. Холтет |             | Судије Дани Курман Стив Патафи Линијске судије Роже Арм Џонатан Морисон |
| 8 мин                                                                               | Искључења               | 10 мин                                 |             | Судије Дани Курман Стив Патафи Линијске судије Роже Арм Џонатан Морисон |
| 46                                                                                  | Шутеви на гол           | 21                                     |             | Судије Дани Курман Стив Патафи Линијске судије Роже Арм Џонатан Морисон |

| 6. 5. 2012 20:15 | Немачка | 2:3 (0:1, 2:1, 0:1) | Летонија | Глобен арена, Стокхолм Посетилаца: 4.162 |

| Извор                              | Извор               | Извор                                                      | Извор            | Извор                                                                     |
| ---------------------------------- | ------------------- | ---------------------------------------------------------- | ---------------- | ------------------------------------------------------------------------- |
|                                    | Денис Ендрас        | Голмани                                                    | Едгарс Масаљскис | Судије Јари Левонен Брент Рајбер Линијске судије Пјер Дуан Антон Симјонов |
| Џ. Трип — 24:58 К. Хошпелт — 32:03 | 0:1 0:2 1:2 2:2 2:3 | 11:09 — М. Индрашис 23:10 — М. Редлихс 52:15 — А. Широковс |                  | Судије Јари Левонен Брент Рајбер Линијске судије Пјер Дуан Антон Симјонов |
| 6 мин                              | Искључења           | 0 мин                                                      |                  | Судије Јари Левонен Брент Рајбер Линијске судије Пјер Дуан Антон Симјонов |
| 37                                 | Шутеви на гол       | 27                                                         |                  | Судије Јари Левонен Брент Рајбер Линијске судије Пјер Дуан Антон Симјонов |

| 7. 5. 2012 16:15 | Чешка | 4:3 (Пен) (1:1, 1:1, 1:1; 0:0; 1:0) | Норвешка | Глобен арена, Стокхолм Посетилаца: 3.383 |

| Извор                                                                              | Извор                          | Извор                                                                                    | Извор       | Извор                                                                    |
| ---------------------------------------------------------------------------------- | ------------------------------ | ---------------------------------------------------------------------------------------- | ----------- | ------------------------------------------------------------------------ |
|                                                                                    | Јакуб Ковар                    | Голмани                                                                                  | Ларс Хауген | Судије Дејвид Луис Брент Рајбер Линијске судије Пјер Даен Франсоа Дизеро |
| А. Хемски — 16:41 Д. Крејчи — 37:04 М. Фролик— 47:56 А. Хемски П. Недвед Д. Крејчи | 0:1 1:1 1:2 2:2 3:2 3:3 Пенали | 11:16 — М. Олимб (ПП2) 21:39 — Л. Е. Спетс 50:51 — Холис П. О. Скридер П. Торесен М. Аск |             | Судије Дејвид Луис Брент Рајбер Линијске судије Пјер Даен Франсоа Дизеро |
| 8 мин                                                                              | Искључења                      | 4 мин                                                                                    |             | Судије Дејвид Луис Брент Рајбер Линијске судије Пјер Даен Франсоа Дизеро |
| 31                                                                                 | Шутеви на гол                  | 31                                                                                       |             | Судије Дејвид Луис Брент Рајбер Линијске судије Пјер Даен Франсоа Дизеро |

| 7. 5. 2012 20:15 | Данска | 4:6 (1:4, 1:2, 2:0) | Шведска | Глобен арена, Стокхолм Посетилаца: 8.119 |

| Извор                                                                        | Извор                                   | Извор | Извор       | Извор                                                                       |
| ---------------------------------------------------------------------------- | --------------------------------------- | --- | ----------- | --------------------------------------------------------------------------- |
|                                                                              | Фредерик Андерсен                       | Голмани | Јонас Енрот | Судије Кит Кавал Стив Патафи Линијске судије Сакари Суоминен Мирослав Валах |
| Н. Хардт — 18:27 (ПП2) Н. Хардт — 38:47 (ПП) Л. Елер — 40:21 М. Грин — 51:27 | 0:1 0:2 0:3 0:4 1:4 1:5 1:6 2:6 3:6 4:6 | 02:06 — В. Столберг 06:06 — Л. Ериксон 11:05 — Л. Ериксон 11:43 — В. Столберг 20:43 — Д. Алфредсон 29:16 — Х. Зетерберг |             | Судије Кит Кавал Стив Патафи Линијске судије Сакари Суоминен Мирослав Валах |
| 10 мин                                                                       | Искључења                               | 12 мин |             | Судије Кит Кавал Стив Патафи Линијске судије Сакари Суоминен Мирослав Валах |
| 18                                                                           | Шутеви на гол                           | 42 |             | Судије Кит Кавал Стив Патафи Линијске судије Сакари Суоминен Мирослав Валах |

| 8. 5. 2012 16:15 | Летонија | 5:0 (1:0, 2:0, 2:0) | Италија | Глобен арена, Стокхолм Посетилаца: 2.785 |

| Извор                                                                                              | Извор               | Извор   | Извор                          | Извор                                                                              |
| -------------------------------------------------------------------------------------------------- | ------------------- | ------- | ------------------------------ | ---------------------------------------------------------------------------------- |
| | Едгарс Масаљскис    | Голмани | Данијел Белисимо Томас Трагуст | Судије Кит Кавал Константин Оленин Линијске судије Џонатан Морисон Сакари Суоминен |
| Р. Кенинш — 18:24 Г. Меија — 24:16 О. Бартуљис — 37:54 М. Индрашис — 40:43 К. Редлихс — 42:31 (ПП) | 1:0 2:0 3:0 4:0 5:0 |         |                                | Судије Кит Кавал Константин Оленин Линијске судије Џонатан Морисон Сакари Суоминен |
| 4 мин                                                                                              | Искључења           | 14 мин  |                                | Судије Кит Кавал Константин Оленин Линијске судије Џонатан Морисон Сакари Суоминен |
| 35                                                                                                 | Шутеви на гол       | 23      |                                | Судије Кит Кавал Константин Оленин Линијске судије Џонатан Морисон Сакари Суоминен |

| 8. 5. 2012 20:15 | Русија | 2:0 (1:0, 0:0, 1:0) | Немачка | Глобен арена, Стокхолм Посетилаца: 2.897 |

| Извор                                   | Извор          | Извор   | Извор          | Извор                                                                             |
| --------------------------------------- | -------------- | ------- | -------------- | --------------------------------------------------------------------------------- |
|                                         | Сијон Варламов | Голмани | Димитри Кочнев | Судије Владимир Балушка Анти Боман Линијске судије Иван Дедиоулија Франсоа Дизеро |
| Н. Жердев — 19:51 А. Терешченко — 50:35 | 1:0 2:0        |         |                | Судије Владимир Балушка Анти Боман Линијске судије Иван Дедиоулија Франсоа Дизеро |
| 10 мин                                  | Искључења      | 10 мин  |                | Судије Владимир Балушка Анти Боман Линијске судије Иван Дедиоулија Франсоа Дизеро |
| 26                                      | Шутеви на гол  | 30      |                | Судије Владимир Балушка Анти Боман Линијске судије Иван Дедиоулија Франсоа Дизеро |

| 9. 5. 2012 16:15 | Норвешка | 6:2 (2:1,2:1,2:0) | Италија | Глобен арена, Стокхолм Посетилаца: 1.357 |

| Извор | Извор                           | Извор                                   | Извор            | Извор                                                                              |
| --- | ------------------------------- | --------------------------------------- | ---------------- | ---------------------------------------------------------------------------------- |
| | Ларс Хауген                     | Голмани                                 | Данијел Белисимо | Судије Владимир Балушка Вјачаслав Буланов Линијске судије Роџер Арм Антон Семјонов |
| M. Триг – 03:06 П. Торесен – 16:51 M. Холтет (ПП) – 24:27 A. Бастиенсен – 30:35 M. Триг (ШХ) – 48:11 P-Å. Skrøder (ПП) – 54:49 | 1:0 1:1 2:1 3:1 4:1 4:2 5:2 6:2 | 05:11 – Л. Ансолди 32:35 – A. Егер (ПП) |                  | Судије Владимир Балушка Вјачаслав Буланов Линијске судије Роџер Арм Антон Семјонов |
| 24 мин | Искључења                       | 14 мин                                  |                  | Судије Владимир Балушка Вјачаслав Буланов Линијске судије Роџер Арм Антон Семјонов |
| 39 | Шутеви на гол                   | 18                                      |                  | Судије Владимир Балушка Вјачаслав Буланов Линијске судије Роџер Арм Антон Семјонов |

| 9. 5. 2012 20:15 | Шведска | 5:2 (1:1,2:1,2:0) | Немачка | Глобен арена, Стокхолм Посетилаца: 11.500 |

| Извор                                                                                              | Извор                       | Извор                               | Извор        | Извор                                                                           |
| -------------------------------------------------------------------------------------------------- | --------------------------- | ----------------------------------- | ------------ | ------------------------------------------------------------------------------- |
| | Виктор Фаст                 | Голмани                             | Денис Ендрас | Судије Дени Курман Константин Оленин Линијске судије Пиер Дехаен Мирослав Валач |
| M. Кригер – 01:17 В. Сталберг – 26:38 E. Карлсон (ПП) – 28:14 Н. Персон – 42:30 J. Франзен – 48:32 | 1:0 1:1 2:1 3:1 3:2 4:2 5:2 | 19:59 – Ф. Гогула 36:58 – П. Реимер |              | Судије Дени Курман Константин Оленин Линијске судије Пиер Дехаен Мирослав Валач |
| 2 мин                                                                                              | Искључења                   | 6 мин                               |              | Судије Дени Курман Константин Оленин Линијске судије Пиер Дехаен Мирослав Валач |
| 45                                                                                                 | Шутеви на гол               | 17                                  |              | Судије Дени Курман Константин Оленин Линијске судије Пиер Дехаен Мирослав Валач |

| 10. 5. 2012 16:15 | Данска | 1:3 (1:2,0:1,0:0) | Русија | Глобен арена, Стокхолм Посетилаца: 2.117 |

| Извор           | Извор           | Извор                                                    | Извор              | Извор                                                                            |
| --------------- | --------------- | -------------------------------------------------------- | ------------------ | -------------------------------------------------------------------------------- |
|                 | Симон Нилсен    | Голмани                                                  | Константин Барулин | Судије Ларс Бригеман Морган Јохансон Линијске судије Пиер Дехаен Сакари Суоминен |
| Л. Елер – 04:11 | 0:1 1:1 1:2 1:3 | 02:08 – Ј. Медведев 13:35 – Ј. Малкин 26:32 – Д. Калинин |                    | Судије Ларс Бригеман Морган Јохансон Линијске судије Пиер Дехаен Сакари Суоминен |
| 6 мин           | Искључења       | 2 мин                                                    |                    | Судије Ларс Бригеман Морган Јохансон Линијске судије Пиер Дехаен Сакари Суоминен |
| 36              | Шутеви на гол   | 52                                                       |                    | Судије Ларс Бригеман Морган Јохансон Линијске судије Пиер Дехаен Сакари Суоминен |

| 10. 5. 2012 20:15 | Чешка | 3:1 (0:0,1:1,2:0) | Летонија | Глобен арена, Стокхолм Посетилаца: 2.570 |

| Извор                                                         | Извор           | Извор              | Извор            | Извор                                                                              |
| ------------------------------------------------------------- | --------------- | ------------------ | ---------------- | ---------------------------------------------------------------------------------- |
|                                                               | Јакуб Ковар     | Голмани            | Едгарс Масалскис | Судије Вјачаслав Буланов Дени Курман Линијске судије Иван Дедиулиа Џонатан Морисон |
| M. Мичалек – 28:58 П. Недвед – 50:50 T. Плеканец (ПП) – 53:22 | 0:1 1:1 2:1 3:1 | 23:55 – A. Берзинш |                  | Судије Вјачаслав Буланов Дени Курман Линијске судије Иван Дедиулиа Џонатан Морисон |
| 12 мин                                                        | Искључења       | 10 мин             |                  | Судије Вјачаслав Буланов Дени Курман Линијске судије Иван Дедиулиа Џонатан Морисон |
| 34                                                            | Шутеви на гол   | 26                 |                  | Судије Вјачаслав Буланов Дени Курман Линијске судије Иван Дедиулиа Џонатан Морисон |

| 11. 5. 2012 16:15 | Италија | 0:6 (0:2,0:3,0:1) | Чешка | Глобен арена, Стокхолм Посетилаца: 2.753 |

| Извор  | Извор                   | Извор | Извор          | Извор                                                                                  |
| ------ | ----------------------- | --- | -------------- | -------------------------------------------------------------------------------------- |
|        | Томас Трагуст           | Голмани | Јакуб Штепанек | Судије Морган Јохансон Константин Оленин Линијске судије Антон Семјонов Мирослав Валач |
|        | 0:1 0:2 0:3 0:4 0:5 0:6 | 05:56 – П. Недвед (ПП) 12:45 – Ј. Новотни 27:15 – П. Часлава (ШХ) 31:45 – A. Хемски (ПП) 32:45 – П. Часлава 54:29 – M. Ерат (ПП) |                | Судије Морган Јохансон Константин Оленин Линијске судије Антон Семјонов Мирослав Валач |
| 12 мин | Искључења               | 8 мин |                | Судије Морган Јохансон Константин Оленин Линијске судије Антон Семјонов Мирослав Валач |
| 20     | Шутеви на гол           | 41 |                | Судије Морган Јохансон Константин Оленин Линијске судије Антон Семјонов Мирослав Валач |

| 11. 5. 2012 20:15 | Русија | 7:3 (1:2,2:1,4:0) | Шведска | Глобен арена, Стокхолм Посетилаца: 11.500 |

| Извор | Извор                                   | Извор                                                                     | Извор       | Извор                                                                       |
| --- | --------------------------------------- | ------------------------------------------------------------------------- | ----------- | --------------------------------------------------------------------------- |
| | Семјонов Варламов                       | Голмани                                                                   | Виктор Фаст | Судије Анти Боман Кејт Кавал Линијске судије Роџер Арм François Dussureault |
| А. Попов – 10:27 Ј. Малкин (ПП) – 36:00 A. Емелин (ПП2) – 38:27 A. Перзугин – 40:15 Ј. Малкин – 42:40 Ј. Малкин – 51:08 Д. Денисов – 59:06 | 0:1 1:1 1:2 1:3 2:3 3:3 4:3 5:3 6:3 7:3 | 05:57 – E. Карлсон (ПП) 14:33 – Х. Зетерберг (ПП) 29:36 – J. Франзен (ПП) |             | Судије Анти Боман Кејт Кавал Линијске судије Роџер Арм François Dussureault |
| 37 мин | Искључења                               | 10 мин                                                                    |             | Судије Анти Боман Кејт Кавал Линијске судије Роџер Арм François Dussureault |
| 36 | Шутеви на гол                           | 46                                                                        |             | Судије Анти Боман Кејт Кавал Линијске судије Роџер Арм François Dussureault |

| 12. 5. 2012 12:15 | Норвешка | 3:0 (1:0,2:0,0:0) | Летонија | Глобен арена, Стокхолм Посетилаца: 5.332 |

| Извор                                                    | Извор         | Извор   | Извор            | Извор                                                                                 |
| -------------------------------------------------------- | ------------- | ------- | ---------------- | ------------------------------------------------------------------------------------- |
|                                                          | Ларс Хауген   | Голмани | Едгарс Масалскис | Судије Ларс Бригеман Константин Оленин Линијске судије Сакари Суоминен Мирослав Валач |
| J. Холос – 12:43 A. Мартинсен – 25:54 П. Торесен – 38:43 | 1:0 2:0 3:0   |         |                  | Судије Ларс Бригеман Константин Оленин Линијске судије Сакари Суоминен Мирослав Валач |
| 8 мин                                                    | Искључења     | 22 мин  |                  | Судије Ларс Бригеман Константин Оленин Линијске судије Сакари Суоминен Мирослав Валач |
| 30                                                       | Шутеви на гол | 25      |                  | Судије Ларс Бригеман Константин Оленин Линијске судије Сакари Суоминен Мирослав Валач |

| 12. 5. 2012 16:15 | Немачка | 2:1 (0:0,1:1,1:0) | Данска | Глобен арена, Стокхолм Посетилаца: 5.107 |

| Извор                                   | Извор         | Извор           | Извор             | Извор                                                                       |
| --------------------------------------- | ------------- | --------------- | ----------------- | --------------------------------------------------------------------------- |
|                                         | Денис Ендрас  | Голмани         | Фредерик Андерсен | Судије Владимир Балушка Дени Курман Линијске судије Роџер Арм Иван Дедиулиа |
| T. Грајлингер – 37:10 Ф. Гогула – 48:24 | 0:1 1:1 2:1   | 21:35 – M. Грин |                   | Судије Владимир Балушка Дени Курман Линијске судије Роџер Арм Иван Дедиулиа |
| 6 мин                                   | Искључења     | 2 мин           |                   | Судије Владимир Балушка Дени Курман Линијске судије Роџер Арм Иван Дедиулиа |
| 27                                      | Шутеви на гол | 28              |                   | Судије Владимир Балушка Дени Курман Линијске судије Роџер Арм Иван Дедиулиа |

| 12. 5. 2012 20:15 | Италија | 0:4 (0:2,0:1,0:1) | Шведска | Глобен арена, Стокхолм Посетилаца: 8.979 |

| Извор  | Извор                          | Извор                                                                              | Извор       | Извор                                                                              |
| ------ | ------------------------------ | ---------------------------------------------------------------------------------- | ----------- | ---------------------------------------------------------------------------------- |
|        | Данијел Белисимо Томас Трагуст | Голмани                                                                            | Виктор Фаст | Судије Анти Боман Вјачеслав Буланов Линијске судије Џонатан Морисон Антон Семјонов |
|        | 0:1 0:2 0:3 0:4                | 05:13 – M. Кригер 19:12 – С. Кронвел 25:45 – E. Карлсон (ПП2) 41:45 – Г. Ландеског |             | Судије Анти Боман Вјачеслав Буланов Линијске судије Џонатан Морисон Антон Семјонов |
| 16 мин | Искључења                      | 6 мин                                                                              |             | Судије Анти Боман Вјачеслав Буланов Линијске судије Џонатан Морисон Антон Семјонов |
| 19     | Шутеви на гол                  | 42                                                                                 |             | Судије Анти Боман Вјачеслав Буланов Линијске судије Џонатан Морисон Антон Семјонов |

| 13. 5. 2012 16:15 | Русија | 2:0 (1:0,0:0,1:0) | Чешка | Глобен арена, Стокхолм Посетилаца: 5.341 |

| Извор                                       | Извор              | Извор   | Извор       | Извор                                                                                 |
| ------------------------------------------- | ------------------ | ------- | ----------- | ------------------------------------------------------------------------------------- |
|                                             | Константин Барулин | Голмани | Јакуб Ковар | Судије Ларс Бригеман Дени Курман Линијске судије François Dussureault Џонатан Морисон |
| A. Перезогин – 00:24 Ј. Малкин (ПП) – 40:44 | 1:0 2:0            |         |             | Судије Ларс Бригеман Дени Курман Линијске судије François Dussureault Џонатан Морисон |
| 8 мин                                       | Искључења          | 8 мин   |             | Судије Ларс Бригеман Дени Курман Линијске судије François Dussureault Џонатан Морисон |
| 23                                          | Шутеви на гол      | 30      |             | Судије Ларс Бригеман Дени Курман Линијске судије François Dussureault Џонатан Морисон |

| 13. 5. 2012 20:15 | Немачка | 4:12 (0:3,1:6,3:3) | Норвешка | Глобен арена, Стокхолм Посетилаца: 2.462 |

| Извор                                                                       | Извор                                                                 | Извор | Извор       | Извор                                                                           |
| --------------------------------------------------------------------------- | --------------------------------------------------------------------- | --- | ----------- | ------------------------------------------------------------------------------- |
|                                                                             | Денис Ендрас Димитри Котчнев                                          | Голмани | Ларс Хауген | Судије Вјачеслав Буланов Кејт Кавал Линијске судије Иван Дедиоулиа Пијер Дехаен |
| П. Реимер – 38:25 Џ. Круегер – 41:01 M. Кинк – 46:27 К. Фишер (ПП2) – 57:17 | 0:1 0:2 0:3 0:4 0:5 0:6 0:7 0:8 0:9 1:9 1:10 2:10 2:11 3:11 3:12 4:12 | 00:20 – П. Торесен 01:28 – П. Торесен (ПП) 05:07 – M. Ројмарк 23:16 – Л.E. Спетс 24:12 – J. Каунисмаки 27:52 – J. Холос (ПП) 34:07 – M. Триг (ПП) 40:44 – П-А. Скродер 43:15 – M. Хансен 52:05 – M. Триг |             | Судије Вјачеслав Буланов Кејт Кавал Линијске судије Иван Дедиоулиа Пијер Дехаен |
| 26 мин                                                                      | Искључења                                                             | 12 мин |             | Судије Вјачеслав Буланов Кејт Кавал Линијске судије Иван Дедиоулиа Пијер Дехаен |
| 29                                                                          | Шутеви на гол                                                         | 32 |             | Судије Вјачеслав Буланов Кејт Кавал Линијске судије Иван Дедиоулиа Пијер Дехаен |

| 14. 5. 2012 16:15 | Летонија | 0:2 (0:0,0:2,0:0) | Данска | Глобен арена, Стокхолм Посетилаца: 2.197 |

| Извор  | Извор                         | Извор                             | Извор             | Извор                                                                        |
| ------ | ----------------------------- | --------------------------------- | ----------------- | ---------------------------------------------------------------------------- |
|        | Едгарс Масалскис Марис Јучерс | Голмани                           | Фредерик Андерсен | Судије Ларс Бригеман Вјачеслав Буланов Линијске судије Роџер Арм Џими Дахмен |
|        | 0:1 0:2                       | 24:48 – M. Грин 35:23 – M. Мадсен |                   | Судије Ларс Бригеман Вјачеслав Буланов Линијске судије Роџер Арм Џими Дахмен |
| 10 мин | Искључења                     | 22 мин                            |                   | Судије Ларс Бригеман Вјачеслав Буланов Линијске судије Роџер Арм Џими Дахмен |
| 35     | Шутеви на гол                 | 28                                |                   | Судије Ларс Бригеман Вјачеслав Буланов Линијске судије Роџер Арм Џими Дахмен |

| 14. 5. 2012 20:15 | Италија | 0:4 (0:1, 0:2, 0:1) | Русија | Глобен арена, Стокхолм Посетилаца: 2.336 |

| Извор | Извор           | Извор                                                                    | Извор                           | Извор                                                                                 |
| ----- | --------------- | ------------------------------------------------------------------------ | ------------------------------- | ------------------------------------------------------------------------------------- |
|       | Томас Трагуст   | Голмани                                                                  | Семјон Варламов Михаил Бирјуков | Судије Владимир Балушка Морган Јохансон Линијске судије Антон Семионов Мирослав Валач |
|       | 0:1 0:2 0:3 0:4 | 10:35 – П. Датсјук 24:28 – Ј. Кузњецов 28:07 – А. Попов 53:38 – А. Попов |                                 | Судије Владимир Балушка Морган Јохансон Линијске судије Антон Семионов Мирослав Валач |
| 4 мин | Искључења       | 2 мин                                                                    |                                 | Судије Владимир Балушка Морган Јохансон Линијске судије Антон Семионов Мирослав Валач |
| 29    | Шутеви на гол   | 40                                                                       |                                 | Судије Владимир Балушка Морган Јохансон Линијске судије Антон Семионов Мирослав Валач |

| 15. 5. 2012 12:15 | Норвешка | 6:2 (0:0, 5:0, 1:2) | Данска | Глобен арена, Стокхолм Посетилаца: 2.054 |

| Извор | Извор                           | Извор                                | Извор             | Извор                                                                            |
| --- | ------------------------------- | ------------------------------------ | ----------------- | -------------------------------------------------------------------------------- |
| | Ларс Хауген                     | Голмани                              | Фредерик Андерсен | Судије Морган Јохансон Дени Курман Линијске судије Иван Дедиоулиа Антон Семионов |
| Л.E. Спетс – 26:12 M. Аск – 27:29 П-А. Скрудер – 35:35 J. Холус (ПП) – 37:53 П. Торесен (ПП) – 39:39 M. Триг – 55:39 | 1:0 2:0 3:0 4:0 5:0 5:1 5:2 6:2 | 43:03 – М. Мадсен 47:50 – M. Поулсен |                   | Судије Морган Јохансон Дени Курман Линијске судије Иван Дедиоулиа Антон Семионов |
| 22 мин | Искључења                       | 45 мин                               |                   | Судије Морган Јохансон Дени Курман Линијске судије Иван Дедиоулиа Антон Семионов |
| 27 | Шутеви на гол                   | 28                                   |                   | Судије Морган Јохансон Дени Курман Линијске судије Иван Дедиоулиа Антон Семионов |

| 15. 5. 2012 16:15 | Чешка | 8:1 (3:1, 3:0, 2:0) | Немачка | Глобен арена, Стокхолм Посетилаца: 2.114 |

| Извор | Извор                               | Извор                     | Извор        | Извор                                                                                |
| --- | ----------------------------------- | ------------------------- | ------------ | ------------------------------------------------------------------------------------ |
| | Јакуб Штепанек Петр Мразек          | Голмани                   | Денис Ендрас | Судије Вјачеслав Буланов Константин Оленин Линијске судије Роџер Арм Сакари Суоминен |
| A. Хемски (P. Průcha) – 01:58 Л. Крајичек – 10:34 M. Ерат (ПП) – 16:05 П. Коукал (ПП) – 25:01 Д. Крејчи (ШХ) – 29:55 J. Новотни – 34:22 П. Коукал (ПП) – 44:34 M. Блатак (ПП) – 46:42 | 1:0 1:1 2:1 3:1 4:1 5:1 6:1 7:1 8:1 | 07:36 – T. Грелингер (ПП) |              | Судије Вјачеслав Буланов Константин Оленин Линијске судије Роџер Арм Сакари Суоминен |
| 4 мин | Искључења                           | 14 мин                    |              | Судије Вјачеслав Буланов Константин Оленин Линијске судије Роџер Арм Сакари Суоминен |
| 39 | Шутеви на гол                       | 18                        |              | Судије Вјачеслав Буланов Константин Оленин Линијске судије Роџер Арм Сакари Суоминен |

| 15. 5. 2012 20:15 | Шведска | 4:0 (2:0, 1:0, 1:0) | Летонија | Глобен арена, Стокхолм Посетилаца: 9.358 |

| Извор                                                                                            | Извор           | Извор   | Извор        | Извор                                                                             |
| ------------------------------------------------------------------------------------------------ | --------------- | ------- | ------------ | --------------------------------------------------------------------------------- |
|                                                                                                  | Виктор Фаст     | Голмани | Марис Јучерс | Судије Владимир Балушка Ларс Бругеман Линијске судије Пиер Дехаен Џонатан Морисон |
| Л. Ериксон – 04:39 Ј. Силфверберг (ПП) – 14:40 Х. Зетерберг (ПП) – 33:45 Ј. Франзен (ПП) – 52:18 | 1:0 2:0 3:0 4:0 |         |              | Судије Владимир Балушка Ларс Бругеман Линијске судије Пиер Дехаен Џонатан Морисон |
| 6 мин                                                                                            | Искључења       | 33 мин  |              | Судије Владимир Балушка Ларс Бругеман Линијске судије Пиер Дехаен Џонатан Морисон |
| 44                                                                                               | Шутеви на гол   | 22      |              | Судије Владимир Балушка Ларс Бругеман Линијске судије Пиер Дехаен Џонатан Морисон |

| 1. | Русија   | 7 | 7 | 0 | 0 | 0 | 27 | 8  | +19 | 21 |
| 2. | Шведска  | 7 | 6 | 0 | 0 | 1 | 29 | 15 | +14 | 18 |
| 3. | Чешка    | 7 | 4 | 1 | 0 | 2 | 24 | 11 | +13 | 14 |
| 4. | Норвешка | 7 | 4 | 0 | 1 | 2 | 33 | 19 | +14 | 13 |
| 5. | Летонија | 7 | 2 | 0 | 0 | 5 | 11 | 19 | −8  | 6  |
| 6. | Немачка  | 7 | 2 | 0 | 0 | 5 | 14 | 31 | −17 | 6  |
| 7. | Данска   | 7 | 1 | 0 | 1 | 5 | 13 | 23 | −10 | 4  |
| 8. | Италија  | 7 | 0 | 1 | 0 | 6 | 6  | 31 | −25 | 2  |

## Елиминациона рунда
|  | Четвртфинале     | Четвртфинале |          |   | Полуфинале  | Полуфинале  |  |  | Финале | Финале |
|  |                  |              |          |   |             |             |  |  |        |        |
|  | 17. мај          |              |          |   |             |             |  |  |        |        |
|  |                  |              |          |   |             |             |  |  |        |        |
|  | Канада           | 2            |          |   |             |             |  |  |        |        |
|  | Канада           | 2            | 19. мај  |   |             |             |  |  |        |        |
|  | Словачка         | 4            |          |   |             |             |  |  |        |        |
|  | Словачка         | 4            | Словачка | 3 |             |             |  |  |        |        |
|  | 7. мај           |              | Словачка | 3 |             |             |  |  |        |        |
|  |                  | Чешка        | 1        |   |             |             |  |  |        |        |
|  | Шведска          | Чешка        | 1        | 3 |             |             |  |  |        |        |
|  | Шведска          |              | 20. мај  | 3 |             |             |  |  |        |        |
|  | Чешка            | 4            |          |   |             |             |  |  |        |        |
|  | Чешка            | 4            | Русија   | 6 |             |             |  |  |        |        |
|  | 7. мај           |              | Русија   | 6 |             |             |  |  |        |        |
|  |                  | Словачка     | 2        |   |             |             |  |  |        |        |
|  | Русија           | Словачка     | 2        | 5 |             |             |  |  |        |        |
|  | Русија           | 19. мај      |          | 5 |             |             |  |  |        |        |
|  | Норвешка         | 2            |          |   |             |             |  |  |        |        |
|  | Норвешка         | 2            | Русија   | 6 |             |             |  |  |        |        |
|  | 7. мај           |              | Русија   | 6 |             |             |  |  |        |        |
|  |                  | Финска       | 2        |   | Треће место | Треће место |  |  |        |        |
|  | Сједињене Државе | Финска       | 2        | 2 | Треће место | Треће место |  |  |        |        |
|  | Сједињене Државе |              | 20. мај  | 2 |             |             |  |  |        |        |
|  | Финска           | 3            |          |   |             |             |  |  |        |        |
|  | Финска           | 3            | Чешка    | 3 |             |             |  |  |        |        |
|  |                  |              |          |   |             |             |  |  |        |        |
|  | Финска           | 2            |          |   |             |             |  |  |        |        |
|  | Финска           | 2            |          |   |             |             |  |  |        |        |

### Четвртфинале
| 17. 5. 2012 13:00 | Канада | 3:4 (1:2,2:0,0:2) | Словачка | Хартвал арена, Хелсинки Посетилаца: 11.568 |

| Извор                                               | Извор                       | Извор                                                                      | Извор    | Извор                                                                          |
| --------------------------------------------------- | --------------------------- | -------------------------------------------------------------------------- | -------- | ------------------------------------------------------------------------------ |
|                                                     | Кем Вард                    | Голмани                                                                    | Јан Лацо | Судије Мартин Франо Антонин Јерабек Линијске судије Сирко Шулц Сергеј Шелјанин |
| E. Кејн – 16:14 Џ. Скинер – 26:30 A. Буровс – 37:43 | 0:1 0:2 1:2 2:2 3:2 3:3 3:4 | 05:57 – T. Копецки 09:14 – М. Шатан 53:25 – M. Бартович 57:32 – М. Хандзуш |          | Судије Мартин Франо Антонин Јерабек Линијске судије Сирко Шулц Сергеј Шелјанин |
| 31 мин                                              | Искључења                   | 6 мин                                                                      |          | Судије Мартин Франо Антонин Јерабек Линијске судије Сирко Шулц Сергеј Шелјанин |
| 36                                                  | Шутеви на гол               | 28                                                                         |          | Судије Мартин Франо Антонин Јерабек Линијске судије Сирко Шулц Сергеј Шелјанин |

| 17. 5. 2012 14:15 | Русија | 5:2 (2:1,0:1,3:0) | Норвешка | Глобен арена, Стокхолм Посетилаца: 7.519 |

| Извор                                                                                      | Извор                       | Извор                                   | Извор       | Извор                                                                           |
| ------------------------------------------------------------------------------------------ | --------------------------- | --------------------------------------- | ----------- | ------------------------------------------------------------------------------- |
|                                                                                            | Семјон Варламов             | Голмани                                 | Ларс Хауген | Судије Ларс Бругеман Дени Курман Линијске судије Антон Семионов Сакари Суомонен |
| A. Овечкин – 11:33 A. Попов – 14:09 A. Емелин – 40:55 Н. Зердев – 50:43 И. Никулин – 54:52 | 0:1 1:1 2:1 2:2 3:2 4:2 5:2 | 07:26 – П-А. Скрудер 20:28 – П. Торесен |             | Судије Ларс Бругеман Дени Курман Линијске судије Антон Семионов Сакари Суомонен |
| 2 мин                                                                                      | Искључења                   | 8 мин                                   |             | Судије Ларс Бругеман Дени Курман Линијске судије Антон Семионов Сакари Суомонен |
| 45                                                                                         | Шутеви на гол               | 21                                      |             | Судије Ларс Бругеман Дени Курман Линијске судије Антон Семионов Сакари Суомонен |

| 17. 5. 2012 18:30 | Сједињене Државе | 2:3 (0:0,1:1,1:2) | Финска | Хартвал арена, Хелсинки Посетилаца: 12.426 |

| Извор                                | Извор               | Извор                                                | Извор         | Извор                                                                              |
| ------------------------------------ | ------------------- | ---------------------------------------------------- | ------------- | ---------------------------------------------------------------------------------- |
|                                      | Џими Хауард         | Голмани                                              | Петри Веханен | Судије Вјачеслав Буланов Константин Оленин Линијске судије Петр Блумел Џеси Вилмот |
| K. Палмиери – 33:48 Б. Рајан – 41:49 | 0:1 1:1 2:1 2:2 2:3 | 33:27 – J. Јоенсу 53:02 – М. Коиву 59:51 – J. Јоенсу |               | Судије Вјачеслав Буланов Константин Оленин Линијске судије Петр Блумел Џеси Вилмот |
| 2 мин                                | Искључења           | 0 мин                                                |               | Судије Вјачеслав Буланов Константин Оленин Линијске судије Петр Блумел Џеси Вилмот |
| 26                                   | Шутеви на гол       | 31                                                   |               | Судије Вјачеслав Буланов Константин Оленин Линијске судије Петр Блумел Џеси Вилмот |

| 17. 5. 2012 20:15 | Шведска | 3:4 (1:2,1:1,1:1) | Чешка | Глобен арена, Стокхолм Посетилаца: 10.397 |

| Извор                                                                 | Извор                       | Извор                                                                        | Извор       | Извор                                                                                 |
| --------------------------------------------------------------------- | --------------------------- | ---------------------------------------------------------------------------- | ----------- | ------------------------------------------------------------------------------------- |
|                                                                       | Виктор Фаст                 | Голмани                                                                      | Јакуб Ковар | Судије Јари Левонен Брент Реибер Линијске судије François Dussureault Џонатан Морисон |
| Л. Ериксон – 07:10 Х. Зетерберг – 39:15 Џ. Ериксон Л. Ериксон – 40:45 | 1:0 1:1 1:2 1:3 2:3 3:3 3:4 | 11:50 – П. Недвед 16:56 – Ј. Новотни 30:27 – M. Ерат (ПП) 59:31 – М. Михалек |             | Судије Јари Левонен Брент Реибер Линијске судије François Dussureault Џонатан Морисон |
| 6 мин                                                                 | Искључења                   | 2 мин                                                                        |             | Судије Јари Левонен Брент Реибер Линијске судије François Dussureault Џонатан Морисон |
| 39                                                                    | Шутеви на гол               | 32                                                                           |             | Судије Јари Левонен Брент Реибер Линијске судије François Dussureault Џонатан Морисон |

### Полуфинале
| 19. 5. 2012 14:30 | Русија | 6:2 (2:1,2:0,2:1) | Финска | Хартвал арена, Хелсинки Посетилаца: 13.239 |

| Извор | Извор                           | Извор                                  | Извор         | Извор                                                                                    |
| --- | ------------------------------- | -------------------------------------- | ------------- | ---------------------------------------------------------------------------------------- |
| | Семјон Варламов                 | Голмани                                | Петри Веханен | Судије Антонин Јерабек Брент Реибер Линијске судије François Dussureault Џонатан Морисон |
| Ј. Малкин – 15:33 Ј. Малкин (ПП) – 19:06 A. Овечкин – 29:47 Ј. Малкин (ПП) – 37:46 Д. Кокарев – 41:05 С. Широков (ПП) – 48:41 | 0:1 1:1 2:1 3:1 4:1 5:1 6:1 6:2 | 07:28 – J. Нискала 56:04 – M. Гранлунд |               | Судије Антонин Јерабек Брент Реибер Линијске судије François Dussureault Џонатан Морисон |
| 4 мин | Искључења                       | 8 мин                                  |               | Судије Антонин Јерабек Брент Реибер Линијске судије François Dussureault Џонатан Морисон |
| 23 | Шутеви на гол                   | 31                                     |               | Судије Антонин Јерабек Брент Реибер Линијске судије François Dussureault Џонатан Морисон |

| 19. 5. 2012 18:30 | Чешка | 1:3 (0:1,1:0,0:2) | Словачка | Хартвал арена, Хелсинки Посетилаца: 12.355 |

| Извор             | Извор                      | Извор                                                     | Извор    | Извор                                                                    |
| ----------------- | -------------------------- | --------------------------------------------------------- | -------- | ------------------------------------------------------------------------ |
|                   | Јакуб Ковар Јакуб Штепанек | Голмани                                                   | Јан Лацо | Судије Ларс Бругеман Јари Левонен Линијске судије Сирко Шулц Џеси Вилмот |
| M. Фролик – 30:45 | 0:1 1:1 1:2 1:3            | 15:52 – M. Шатан 40:56 – M. Шатан (ШХ) 44:23 – Л. Худачек |          | Судије Ларс Бругеман Јари Левонен Линијске судије Сирко Шулц Џеси Вилмот |
| 0 мин             | Искључења                  | 6 мин                                                     |          | Судије Ларс Бругеман Јари Левонен Линијске судије Сирко Шулц Џеси Вилмот |
| 37                | Шутеви на гол              | 28                                                        |          | Судије Ларс Бругеман Јари Левонен Линијске судије Сирко Шулц Џеси Вилмот |

### Утакмица за треће место
| 20. 5. 2012 16:00 | Финска | 2:3 (1:3,0:0,1:0) | Чешка | Хартвал арена, Хелсинки Посетилаца: 12.879 |

| Извор                                        | Извор               | Извор                                                      | Извор          | Извор                                                                               |
| -------------------------------------------- | ------------------- | ---------------------------------------------------------- | -------------- | ----------------------------------------------------------------------------------- |
|                                              | Петри Веханен       | Голмани                                                    | Јакуб Штепанек | Судије Вјачеслав Буланов Дени Курман Линијске судије Сергеј Шелјанин Мирослав Валач |
| M. Pyörälä – 16:53 Јуси Јокинен (ПП) – 49:01 | 0:1 1:1 1:2 1:3 2:3 | 12:17 – П. Пруха (ПП) 17:22 – J. Новотни 19:07 – Д. Крејчи |                | Судије Вјачеслав Буланов Дени Курман Линијске судије Сергеј Шелјанин Мирослав Валач |
| 8 мин                                        | Искључења           | 12 мин                                                     |                | Судије Вјачеслав Буланов Дени Курман Линијске судије Сергеј Шелјанин Мирослав Валач |
| 36                                           | Шутеви на гол       | 28                                                         |                | Судије Вјачеслав Буланов Дени Курман Линијске судије Сергеј Шелјанин Мирослав Валач |

### Финале
| 20. 5. 2012 20:30 | Русија | 6:2 (1:1,3:0,2:1) | Словачка | Хартвал арена, Хелсинки Посетилаца: 13.242 |

| Извор | Извор                           | Извор                                   | Извор                   | Извор                                                                     |
| --- | ------------------------------- | --------------------------------------- | ----------------------- | ------------------------------------------------------------------------- |
| | Семјон Варламов                 | Голмани                                 | Јан Лацо Петер Хамерлик | Судије Антонин Јерабек Брент Реибер Линијске судије Роџер Арм Петр Блумел |
| A. Семјон – 09:57 A. Перезогин – 26:10 A. Терешенко – 33:31 A. Семјон – 35:22 П. Датсјук – 43:55 Ј. Малкин – 58:02 | 0:1 1:1 2:1 3:1 4:1 5:1 5:2 6:2 | 01:06 – З. Хара 49:37 – Здено Хара (ПП) |                         | Судије Антонин Јерабек Брент Реибер Линијске судије Роџер Арм Петр Блумел |
| 2 мин | Искључења                       | 4 мин                                   |                         | Судије Антонин Јерабек Брент Реибер Линијске судије Роџер Арм Петр Блумел |
| 42 | Шутеви на гол                   | 31                                      |                         | Судије Антонин Јерабек Брент Реибер Линијске судије Роџер Арм Петр Блумел |

## Коначни пласман и статистика

### Коначан пласман
|    | Русија           |
|    | Словачка         |
|    | Чешка            |
| 4  | Финска           |
| 5  | Канада           |
| 6  | Шведска          |
| 7  | Сједињене Државе |
| 8  | Норвешка         |
| 9  | Француска        |
| 10 | Летонија         |
| 11 | Швајцарска       |
| 12 | Немачка          |
| 13 | Данска           |
| 14 | Белорусија       |
| 15 | Италија          |
| 16 | Казахстан        |

### Најбољи стрелци турнира
| Хокејаш          | Ут. | Гол. | Асис. | Поени | +/- | Искљ. у мин |
| ---------------- | --- | ---- | ----- | ----- | --- | ----------- |
| Јевгениј Малкин  | 10  | 11   | 8     | 19    | +16 | 4           |
| Патрик Торесен   | 8   | 7    | 11    | 18    | +6  | 4           |
| Хенрик Зетерберг | 8   | 3    | 12    | 15    | +6  | 4           |
| Лоуи Ериксон     | 8   | 5    | 8     | 13    | +7  | 2           |
| Пер-Аге Скрудер  | 8   | 5    | 7     | 12    | +7  | 2           |
| Александар Попов | 10  | 4    | 8     | 12    | +15 | 2           |
| Макс Пациорети   | 8   | 2    | 10    | 12    | +5  | 4           |
| Мико Коиву       | 10  | 3    | 8     | 11    | 0   | 4           |
| Данкан Кејт      | 8   | 1    | 10    | 11    | +7  | 0           |
| Валтери Филпула  | 10  | 4    | 6     | 10    | +1  | 6           |

### Статистика голмана
| Голман          | Мин    | ШНГ | ПГ   | ППГ | О%    | БПГ |
| --------------- | ------ | --- | ---- | --- | ----- | --- |
| Семјон Варламов | 440:00 | 13  | 1.77 | 214 | 93.93 | 1   |
| Јакуб Штепанек  | 242:07 | 6   | 1.49 | 98  | 93.88 | 1   |
| Јакуб Ковар     | 351:14 | 12  | 2.05 | 166 | 92.77 | 1   |
| Јан Лацо        | 524:10 | 19  | 2.17 | 250 | 92.40 | 1   |
| Витали Ковал    | 266:26 | 13  | 2.93 | 163 | 92.02 | 0   |